# Karel Geraerts
Karel Geraerts (Genk, 5 gennaio 1982) è un allenatore di calcio ed ex calciatore belga, di ruolo centrocampista, tecnico dello Stade Reims.

## Statistiche
Statistiche aggiornate al 16 marzo 2023. In grassetto le competizioni vinte.
| Stagione        | Squadra              | Campionato      | Campionato | Campionato | Campionato | Campionato | Coppe nazionali | Coppe nazionali | Coppe nazionali | Coppe nazionali | Coppe nazionali | Coppe continentali | Coppe continentali | Coppe continentali | Coppe continentali | Coppe continentali | Altre coppe | Altre coppe | Altre coppe | Altre coppe | Altre coppe | Totale | Totale | Totale | Totale | % Vittorie | Piazzamento |
| Stagione        | Squadra              | Comp            | G          | V          | N          | P          | Comp            | G               | V               | N               | P               | Comp               | G                  | V                  | N                  | P                  | Comp        | G           | V           | N           | P           | G      | V      | N      | P      | %          | Piazzamento |
| --------------- | -------------------- | --------------- | ---------- | ---------- | ---------- | ---------- | --------------- | --------------- | --------------- | --------------- | --------------- | ------------------ | ------------------ | ------------------ | ------------------ | ------------------ | ----------- | ----------- | ----------- | ----------- | ----------- | ------ | ------ | ------ | ------ | ---------- | ----------- |
| 2022-2023       | Union Saint-Gilloise | PL              | 34+6       | 23+2       | 6+2        | 5+2        | CB              | 5               | 4               | 0               | 1               | UCL+UEL            | 2+10               | 1+5                | 0+3                | 1+2                | -           | -           | -           | -           | -           | 57     | 35     | 11     | 11     | 61,40      | 3º          |
| Totale carriera | Totale carriera      | Totale carriera | 40         | 25         | 8          | 7          |                 | 5               | 4               | 0               | 1               |                    | 12                 | 6                  | 3                  | 3                  |             | -           | -           | -           | -           | 57     | 35     | 11     | 11     | 61,40      |             |

## Palmarès

### Giocatore

#### Competizioni nazionali
- Coppa del Belgio: 2

Club Bruges: 2001-2002, 2003-2004
- Supercoppa del Belgio: 1

Club Bruges: 2002
- Campionato belga: 1

Club Bruges: 2002-2003